# M163 VADS
L'M163 VADS era semovente antiaereo basato su un M113 dotato di cannone M61 Vulcan in una piccola torretta.

## Storia
Prodotto nella seconda metà degli anni 1960, fino agli anni ottanta la dotazione normale era di 24 M163 per divisione, assieme a 24 MIM-72 Chaparral. Alcuni sono stati esportati. La loro mancanza più grave era comunque il fatto che non avevano radar di acquisizione ogni tempo e nell'insieme, pur non essendo meno protetti e anzi assai più veloci dello Shilka, come semoventi AA erano giudicati molto inferiori. Da notare che per migliorare la protezione e per mantenere la galleggiabilità del mezzo in acqua, molti di essi sono stati dotati corazze spaziate a cassone, che vengono fornite come kit per l'attraversamento di corsi d'acqua.
Una versione speciale, pensata per contrastare gli elicotteri d'assalto sovietici, era allo studio negli anni ottanta, addirittura equipaggiata con il cannone GAU-8 dell'A-10, ma non ha avuto seguito. L'M247 DIVAD avrebbe dovuto rimpiazzarlo, combattendo sul campo insieme al carro pesante da combattimento M1 Abrams e al corazzato M2/M3 Bradley. Il progetto fallì per una serie di problemi tecnici e di eccessi di costi.

## Descrizione e caratteristiche
Il cannone era la versione terrestre del Vulcan, con una cadenza di tiro di 1.000 o 3.000 colpi, invece di 4.000 o 6.000, cosa necessaria per non consumare troppo in fretta la canna e le munizioni disponibili. Esso aveva un telemetro radar (in quanto non erano disponibili ancora telemetri laser), computer balistico e rapidità di azione.
La limitazione a circa 1.600 metri di massima gittata causa eccessiva dispersione, e il peso delle munizioni di 100g che non hanno una buona validità contro bersagli aerei, danno una ridotta gittata e letalità.  L'equipaggio del M163 Vulcan era totalmente protetto, ma la corazza era molto sottile e vulnerabile. Contro bersagli di terra i Vulcan sono invece micidiali e in Vietnam alcuni di essi vennero usati con effetti devastanti contro i Vietcong. Un altro vantaggio era che l'M113 M161 aveva le componenti meccaniche analoghe a quelle dei normali M113 e così la logistica non era un problema.